# Агар (наложниця Авраама)

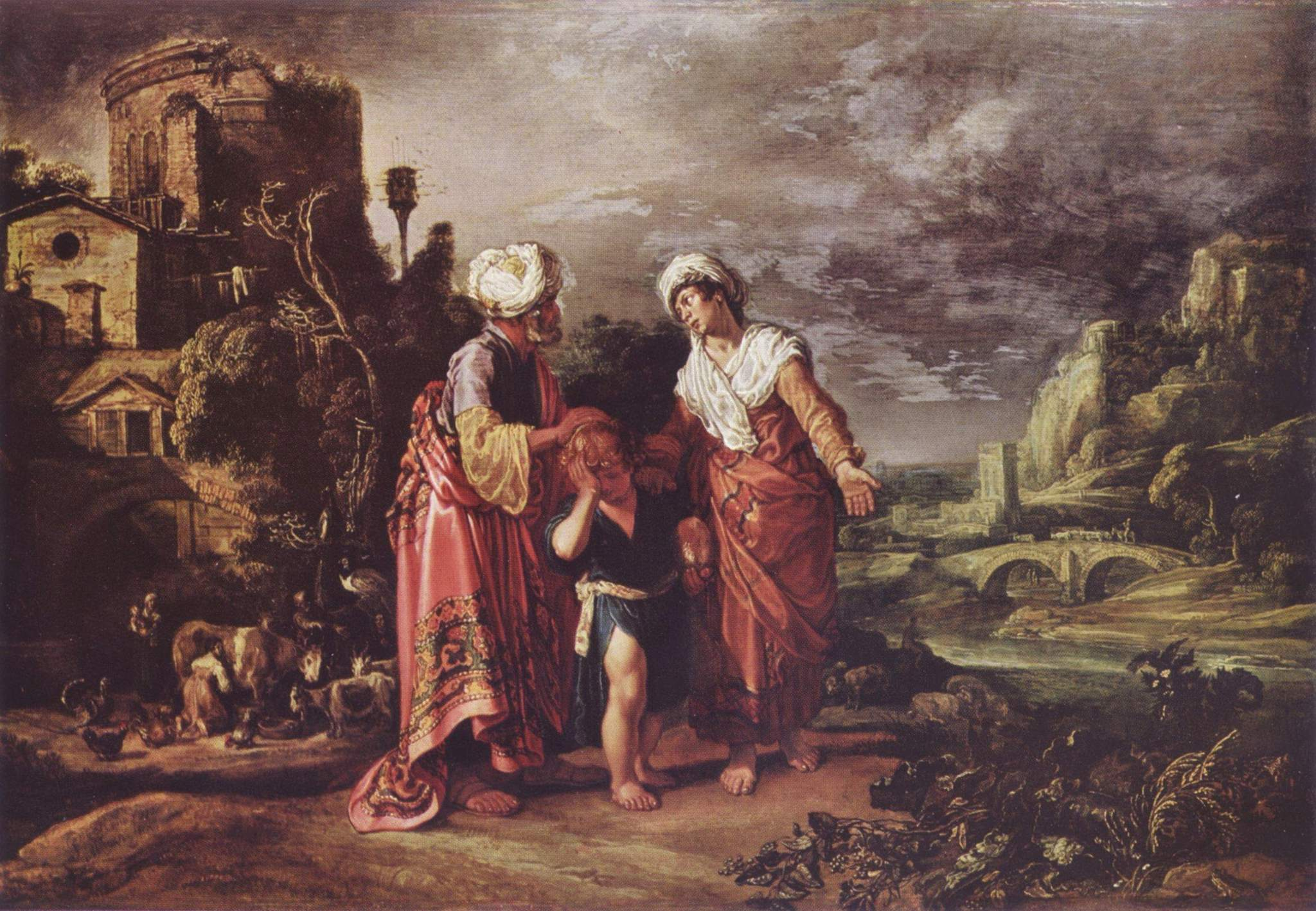
Відсилання Агар, картина Пітера Петерза Ластмана

Агар (євр. הָגָר (Гаґар) — «чужинка») — єгиптянка, рабиня Сари та наложниця Авраама. Її історія описана у Святому Писанні у Книзі Буття, якій відповідає Книга Берейшіт у юдейській Торі. В староруських джерелах агарянами або ізмаїлтянами називали мусульман, тобто духовних послідовників арабів, які за легендою є нащадками Агарі і її сина Ізмаїла.

## Агар у Святому Письмі
Історія Агар знаходиться у розділах Буття 16 і 21. Оповідь стверджує, що Агар була єгиптянкою, рабинею Сари, яка, будучи безплідною, дала її Аврааму як наложницю, щоб вона, замість неї, могла народити йому дитину. Коли Агар завагітніла, вона почала виноситись над Сарою, і Сара почала гнобити її. Агар, не витримавши, втекла від житла Авраама. Але ангел Господній, знайшовши її в дикій місцевості, наказав їй повертатися. Вона послухала цього голосу та підкорилася Сарі, і народила сина, якого назвала Ізмаїл.
Через чотирнадцять років після цього Сара народила Ісаака. Одного разу, після того, як дитина була віднята від грудей, Сара побачила Ізмаїла, який дражнив Ісаака. Вона розлютилась та переконала Авраама, щоб він вигнав Агар та її сина. Це засмутило Авраама, але Бог наказав йому, щоб він погодився на вимоги Сари. Рано-вранці Авраам узяв хліб і пляшку води, дав його Агар, і відіслав її та Ізмаїла.
Агар хотіла повернутися до Єгипту, але заблукала, і ходила по пустелі Версавії. Вода в її пляшці закінчилась, і вона залишила Ізмаїла під одним з дерев в дикій місцевості, щоб відійти недалеко від нього та плакати. Бог послав ангела, який показав Агар колодязь, щоб врятувати її. Врешті вони з сином оселилась у пустелі Паран.
У Новому Заповіті, Агар, згідно з посланнями апостола Павла, може символізувати синагогу, яка робить тільки рабів — потомство завжди таке саме, як мати (Гал. 4:24).